# Ik, Jolan
Ik, Jolan is het 30ste stripalbum uit de Thorgal-reeks en behoort samen met "Het schild van Thor" en "De slag van Asgard" tot de cyclus "Jolan". Het werd voor het eerst uitgegeven bij Le Lombard in 2007. Het album is het eerste waar de scenario's geschreven werden door Yves Sente. De tekeningen zijn van de hand van Grzegorz Rosiński.

## Het verhaal
Voor Jolan Thorgalsson is de tijd gekomen om zijn schuld in te lossen aan Manthor de geheimzinnige halfgod voor het redden van het leven van zijn vader Thorgal. Als hij aankomt in de tussenwereld wordt hem een toekomst beloofd die past bij zijn afkomst. Maar om deze te verdienen moet hij eerst een weg van beproevingen afleggen. Jolan moet het Paleis van Manthor hebben bereikt als de zon van de tussenwereld twee keer is ondergegaan en slechts twee voeten mogen de Drempel van de Inwijding betreden. Niet tien, niet acht, niet zes of vier. Niet een. Slechts twee. Er zijn namelijk nog meer gegadigden voor de titel van Uitverkorene, Jolan maakt kennis met Arlac, Draye, Ingvild en Xia.